# Судан на літніх Олімпійських іграх 1968
Судан брав участь у Літніх Олімпійських іграх 1968 року у Мехіко вдруге, пропустивши попередню Олімпіаду. Країну представляло 5 спортсменів у 2 видах спорту (бокс та легка атлетика), проте жоден із них не завоював медалі.